# Камено (Вилейский район)
Ка́мено (до начала XX века — Камень) (бел. Камена) — деревня в Вилейском районе Минской области Белоруссии. Входит в состав Долгиновского сельсовета. Известна благодаря находящемуся в ней камню «Воротишин крест», от которого деревня и получила своё название.

## История
В 1921—1945 годах деревня в составе гмины Долгиново Виленского воеводства Польской Республики.
30 сентября 2009 года деревня передана в состав Стешицкого сельсовета, после ликвидации которого 8 мая 2013 года вновь возвращена в состав Долгиновского сельсовета.

## Население
- 1921 год — 336 жителей, 55 домов[10].
- 1931 год — 428 жителей, 71 домов[11].

## Достопримечательности

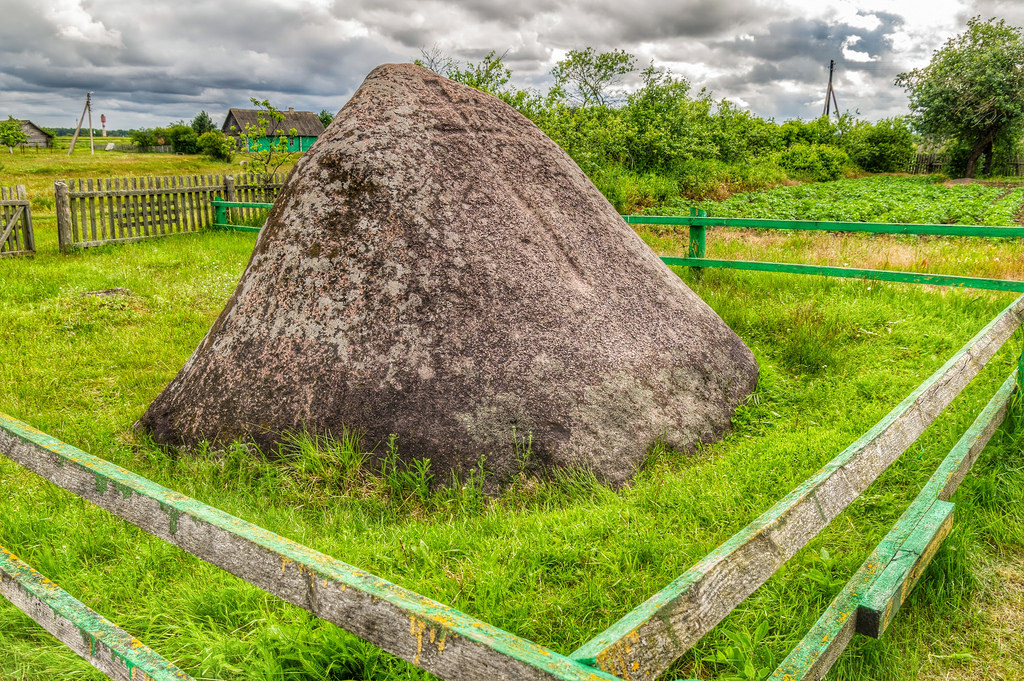
Камень «Воротишин крест»

- Борисов камень «Воротишин крест» —  Историко-культурная ценность Республики Беларусь, шифр 613В000121[12]
- Древнее городище[13] и курганные могильники IX—XIII столетия, находящиеся в 2.5 километрах на восток от деревни в урочище Каролин —  Историко-культурная ценность Республики Беларусь, шифр 613В000120[12]
- Каменный знак с мемориальной табличкой установленный участниками экспедиций 2007 года по реке Вилии в память экспедиции К. П. Тышкевича 1857 года, также начинавшейся от этого места.